# Честергілл (Огайо)
Честергілл (англ. Chesterhill) — селище (англ. village) в США, в окрузі Морган штату Огайо. Населення — 276 осіб (2020).

## Географія
Честергілл розташований за координатами 39°29′40″ пн. ш. 81°52′6″ зх. д. / 39.49444° пн. ш. 81.86833° зх. д. (39.494413, -81.868200).  За даними Бюро перепису населення США в 2010 році селище мало площу 1,41 км², з яких 1,40 км² — суходіл та 0,01 км² — водойми.

## Демографія
Згідно з переписом 2010 року, у селищі мешкало 289 осіб у 121 домогосподарстві у складі 84 родин. Густота населення становила 206 осіб/км².  Було 143 помешкання (102/км²).
Расовий склад населення:
| - 73,7 % — білих - 9,7 % — чорних або афроамериканців - 0,3 % — корінних американців - 0,3 % — азіатів |

До двох чи більше рас належало 15,6 %. Частка іспаномовних становила 0,3 % від усіх жителів.
За віковим діапазоном населення розподілялося таким чином: 25,3 % — особи молодші 18 років, 56,0 % — особи у віці 18—64 років, 18,7 % — особи у віці 65 років та старші. Медіана віку мешканця становила 41,4 року. На 100 осіб жіночої статі у селищі припадало 90,1 чоловіків;  на 100 жінок у віці від 18 років та старших — 92,9 чоловіків також старших 18 років.
Середній дохід на одне домашнє господарство  становив 46 370 доларів США (медіана — 39 821), а середній дохід на одну сім'ю — 51 630 доларів (медіана — 43 929). Медіана доходів становила 47 500 доларів для чоловіків та 36 250 доларів для жінок. За межею бідності перебувало 22,2 % осіб, у тому числі 18,9 % дітей у віці до 18 років та 10,6 % осіб у віці 65 років та старших.
Цивільне працевлаштоване населення становило 137 осіб. Основні галузі зайнятості: освіта, охорона здоров'я та соціальна допомога — 29,9 %, виробництво — 17,5 %, будівництво — 16,8 %.